# Issa al awwam
Issa al awwam (Jésus le Nageur, عيسى العوّام) est un héros populaire arabe des croisades, qui officiait pour l'armée de Saladin lors du siège de Saint-Jean-d'Acre.
Son histoire a été rapportée par le chroniqueur de l'époque, Bohadin:
« Il s'agit, de l'un des épisodes les plus curieux et les plus exemplaires de cette longue bataille. Il y avait un nageur musulman du nom d'Issa qui avait l'habitude de plonger la nuit sous les vaisseaux ennemis et de faire irruption de l'autre côté, où l'attendaient les assiégés. Il transportait généralement, attachés à sa ceinture, de l'argent et des messages destinés à la garnison. Une nuit qu'il avait plongé avec trois bourses contenant mille dinars et plusieurs lettres, il fut repéré et tué. Nous sûmes très vite qu'un malheur était arrivé car Issa nous informait régulièrement de son arrivée en lâchant un pigeon de la ville en notre direction. Cette nuit-là, aucun signe ne nous parvint. Quelques jours plus tard, des habitants d'Acre qui se trouvaient au bord de l'eau, virent un corps s'échouer sur le rivage. En s'approchant, ils reconnurent Issa le nageur, qui avait toujours autour de sa ceinture l'or et la cire avec laquelle les lettres étaient scellées. A-t-on jamais vu un homme remplir sa mission même après sa mort aussi fidèlement que s'il était encore en vie?»
La croyance contemporaine erronée selon laquelle il était chrétien est due au film de Youssef Chahine sur Saladin sorti en 1963. Le rôle a été joué par l'éminent acteur égyptien Salah Zulfikar.